# Carlton GT Cup
De Carlton GT Cup (vroeger: NBB Cup) is een jaarlijks gehouden Nederlands toernooi om de nationale beker voor clubteams in het badminton. Het evenement wordt georganiseerd sinds het seizoen 1991, waarin Royal Canin/BCH de eerste winnaar werd.
Het toernooi om de NBB Cup wordt vanaf 2009 gehouden onder de naam Carlton GT Cup, in verband met een in november 2008 gesloten sponsordeal met de fabrikant van onder meer badmintonrackets en -shuttles. Eerder ging de beker onder meer door het leven als de AA-Drink Cup.

## Opzet
Gedurende het seizoen kunnen allen aan de bondscompetitie deelnemende ploegen zich kwalificeren voor het finale weekend. Dit finale weekend bestaat uit 16 teams die vervolgens via een afval-systeem de winnaar zullen bepalen. Een onderlingen wedstrijd tussen verschillende teams bestaat uit een heren en dames enkel en een heren, dames en gemengd dubbel. Alle wedstrijden worden gespeeld en degene die de meeste individuele wedstrijden heeft gewonnen wint de onderlingen wedstrijd.

## Boycots
In 2006 leverden verschillende clubs kritiek op de organisatievorm van de NBB Cup. Om die reden weigerden VELO en DKC dat jaar om mee te doen. In 2007 werd een voorstel voor een nieuwe organisatievorm aangenomen, maar meerdere clubs meenden dat de uiteindelijke vorm afweek van nieuw gemaakte afspraken. De eigenlijke finalisten dat jaar, VELO en BC Smashing (Wijchen), besloten daarom samen om de finale niet te spelen. 
De opzet voor 2008 werd vooraf naar verenigingen toegestuurd ter bestudering. Daarop wilden zij antwoord op verschillende vragen die daarover rezen. Omdat zij vonden dat de bond zich daarop niet communicatief opstelde, boycotten topligaclubs BV Almere, BCR ’91 (Rotterdam), BC Smashing, BV Slotermeer (Amsterdam), Van Zijderveld (Amstelveen) en Van Zundert/VELO ditmaal het toernooi.

## Winnaars
| Club                                           | Aantal |
| ---------------------------------------------- | ------ |
| BC Amersfoort                                  | 12     |
| BC Duinwijck                                   | 5      |
| Van Zundert/Velo                               | 5      |
| BC DKC, BV Van Zijderveld, Culemborg, BCN, BCH | 1      |